# Friedrich August von Etzel
Friedrich August von Etzel (tên gốc O’Etzel). (16 tháng 10 năm 1808 tại Berlin – 25 tháng 12 năm 1888 cũng tại Berlin) là một sĩ quan quân đội Phổ, đã tham gia các cuộc Chiến tranh Áo-Phổ (1866), Pháp-Đức (1870 – 1871) và được thăng đến cấp Thượng tướng Bộ binh. Ngoài ra, ông còn là một nhà chính trị, thành viên Quốc hội Đức trong thời kỳ Đế chế thứ hai.

## Gia quyến
Friedrich August sinh ngày 16 tháng 10 năm 1808, trong một gia đình quý tộc có nguồn gốc từ Ái Nhĩ Lan. Anh trai của ông là Franz August O’Etzel. Sau khi được công nhận là gia đình quý tộc Phổ, gia tộc của ông lấy tên họ là von Etzel.

## Gia đình
Thuở nhỏ, Etzel học các trường ở Berlin và Koblenz, về sau ông học đại học ở Berlin. Sau khi thực hiện nhiều chuyến du ngoạn, ông đã nhập ngũ trong quân đội Phổ. Vào năm 1826, ông trở thành một Thiếu úy trong Tiểu đoàn Bắn súng trường Cận vệ. Từ năm 1835 cho đến năm 1837, ông là giảng viên tại trường quân đoàn của Quân đoàn Vệ binh. Kể từ năm 1837 cho đến năm 1840, ông hoạt động trong Cục Đo đạc Địa hình (topographischen Büro). Vào năm 1842, ông được phong quân hàm Đại úy trong Bộ Tổng tham mưu và sau đó ông gia nhập Bộ Tham mưu của Quân đoàn II vào năm 1844. Đến năm 1858, ông trở lại Bộ Tổng tham mưu với cấp bậc Thiếu tá. Trong thời kỳ cách mạng 1848 – 1849 ở Đức, ông cũng giữ chức vụ Giám đốc Điện báo (Telegraphendirektor). Năm 1849, Etzel được ủy nhiệm làm Tham mưu trưởng của Sư đoàn Phổ tại Jütland.
Trong cuộc Chiến tranh Schleswig-Holstein, ông tham gia trong một số trận đánh và bị thương. Năm 1850, ông được giao nhiệm vụ tiến hành các cuộc đàm phán quân sự ở Copenhagen. Tiếp sau đó, ông là Giảng viên Chiến thuật tại Trường Chiến tranh Tổng hợp. Vào năm 1853, ông được thăng chức Thượng tá và Trưởng phòng trong Bộ Tổng tham mưu. Ba năm sau, ông lên quân hàm Đại tá. Vào năm 1857, ông được bổ nhiệm làm Sĩ quan chỉ huy (Kommandant) Trung đoàn Bộ binh số 15 "Vương tử Friedrich của Hà Lan", rồi vào năm 1859 ông được đổi sang Lữ đoàn Bộ binh số 32 với quân hàm Thiếu tướng. Vào năm 1860, ông được lãnh chức Tư lệnh (Kommandeur) của Lữ đoàn Bộ binh số 24 và vào năm 1863 ông được đổi sang Lữ đoàn Bộ binh số 32. Cũng trong thời gian đó, ông là Thống lĩnh các lực lượng Phổ tại thành phố Frankfurt am Main. Một năm sau, ông được thăng cấp Trung tướng và Sĩ quan chỉ huy của Sư đoàn số 16.
Trong cuộc Chiến tranh Bảy tuần năm 1866, ông đã tham chiến trong một số trận đánh, trong đó có trận Königgrätz vào ngày 3 tháng 7. Sau khi cuộc Chiến tranh Pháp-Đức bùng nổ vào năm 1870, ông được nhậm chức Phó Tướng tư lệnh thứ nhất của Quân đoàn IX với quân hàm Thượng tướng Bộ binh. Sau khi cuộc chiến tranh chấm dứt, ông được bổ nhiệm làm Thống đốc Stettin vào năm 1871. Sau đó, ông xuất ngũ (zur Disposition) với một khoản tiền lương.
Trong phiên họp lần thứ hai của Quốc hội Đức, ông là thành viên Nghị viện, trên cương vị là Đại biểu của khu vực bầu cử Quận Minden 1 (Minden - Lübbecke) từ năm 1874 cho đến năm 1877. Ngoài ra, ông cũng là thành viên của bộ phận thuộc Phái Tự do Quốc gia. Ông từ trần ngày 25 tháng 12 năm 1888.